# جراحی تأیید جنسیت
جراحی تأیید جنسیت (به انگلیسی: Gender-affirming surgery) که به شکل خلاصه جی‌اِی‌اِس (به انگلیسی: GAS) گفته می‌شود؛ یک روش جراحی یا مجموعه‌ای از اقدامات پزشکی است که با تغییرات ظاهری و عملکردی در ویژگی‌های جنسی فرد، آن را به جنسیتی مشخص نزدیک می‌کند. این روش یکی از گزینه‌های افراد تراجنسیتی در پاسخ به آشفتگی جنسیتی شدید است. این جراحی با نام‌های جراحی تغییر جنسیت یا جراحی تطبیق جنسیت نیز شناخته می‌شود.
جراحی‌های زنانه‌سازی، روش‌هایی هستند که برخی از زنان ترنس برای به دست آوردن خصوصیات جنسی زنانه انجام می‌دهند. این روش‌ها شامل جراحی‌های واژینوپلاستی، ماموپلاستی، ارکیدکتومی، پنکتومی، جراحی زنانه‌سازی چهره، کندرولارینگوپلاستی، جراحی زنانه‌سازی صدا و سایر روش‌ها می‌شود.
جراحی‌های مردانه‌سازی، روش‌هایی هستند که مردان ترنس برای به دست آوردن خصوصیات جنسی مردانه انجام می‌دهند. این روش‌ها شامل ماستکتومی، تخمدان‌برداری، متودیوپلاستی، واژینکتومی، فالوپلاستی، اسکروتوپلاستی و هیسترکتومی است. افراد ترنس ممکن است خواهان انجام یک مورد، چند مورد یا تمام موارد فوق باشند.

## در ایران
در متن قانون ایران تا کنون مقررات خاصی دربارهٔ تأیید جنسیت وضع نشده است؛ اما برخلاف دیگر کشورهای اسلامی، جراحی تأیید جنسیت در ایران برای هر کسی که در مصاحبه‌های روان‌شناسی قبول شود و بتواند هزینهٔ عمل را پرداخت کند ممکن است. بسیاری از بیماران از کشورهای اروپای شرقی و کشورهای عربی برای انجام جراحی‌های مربوط به تأیید جنسیت به ایران سفر می‌کنند. روح‌الله خمینی در سال ۱۳۶۱ طی فتوایی جراحی تأیید جنسیت را فقط برای افرادی که چهرهٔ آن‌ها با جنسیت آن‌ها مغایرت دارد آزاد کرد و آن را مشروع دانست. گفته می‌شود که کمیتهٔ امداد امام خمینی به برخی افراد واجد شرایط برای انجام عمل وام بدون بهره می‌دهد.